# Río Cabrera
El río Cabrera (en gallego Cabreira y en leonés Cabreirés) es un cauce fluvial, catalogado como río, de la comarca tradicional de Cabrera. Es  afluente del río Sil y dio su nombre a la comarca de Cabrera.

## Curso
Nace en las estribaciones de Peña Trevinca, en la zona conocida por el nombre de "Morteira Cavada", donde varias fuentes van alimentando su curso hasta llegar al Lago de la Baña (1360 m s. n. m.). Pasa por las localidades de La Baña, Losadilla, Encinedo, Quintanilla de Losada, Robledo de Losada, Nogar, Marrubio y desemboca en el río Sil en el Puente de Domingo Flórez (376 m s. n. m.). Su longitud es de 63 km.
Sus principales afluentes son los ríos Cabo, Silván, Valdecorrales y Benuza. 
Su régimen hidrológico es pluvio-nival, con un máximo en invierno (lluvias) y primavera (fusión de la nieve) y un mínimo marcado en el verano.
Así describía Pascual Madoz, en la primera mitad del siglo XIX, al río Cabrera en el tomo V del Diccionario geográfico-estadístico-histórico de España y sus posesiones de Ultramar:

Río en la provincia de León, partido judicial de Ponferrada. Nace en la comarca de su mismo nombre del lago de La Baña. Dirige su curso al Este por más de 3 leguas hasta el pueblo de Trabazos; voltea rápidamente hacia el Norte, y recibe en Quintanilla y Ambasaguas el arroyo Losada; tuerce de nuevo al Oeste, y ya no deja esta dirección hasta que sale al Vierzo cerca de Pombriego, y se pierde en el Sil, por debajo del puente de Domingo Flores. Pasa por diferentes pueblos, fertilizando sus campos por espacio de unas 10 leguas, y dando impulso a varios molinos, y una ferrería. Sus aguas son puras y abundantes en truchas. Recibe infinidad de riachuelos de toda Cabrera baja, siendo el principal el Velear o río de Silbán. Además de los muchos puentes de madera indispensables para la comunicación de los pueblos de ambas orillas, los hay de piedra en La Baña, Quintanilla de Losada, Robledo de Losada, y el indicado en Domingo Flores.
Pascual Madoz.

## Origen del nombre, historia y medio ambiente
El río Cabrera figura en el Tumbo Viejo de San Pedro de Montes con otros nombres diferentes al que actualmente tiene, de hecho pasaron bastantes siglos hasta llegar a la actual denominación:
- Río Cabrera: Vivey, Bidey, Ibey e Ybe.

Según la teoría de Jesús García y García el nombre de Cabrera es sinónimo de Ybey. Este autor sostiene que el nombre Cabrera es resultado de la unión de la palabra latina capra y conjetura la hipótesis de que el nombre Ybey esté relacionado con ibex (cabra montés), palabra prerromana incorporada al latín por Plinio el Viejo.
Otros estudios contradicen parte de esta teoría al interpretar la estructura semántica de las palabras Ybey, Vivey e Ybe: En todas ellas aparece la raíz ib-.
Ib- es un hidrónimo paleoeuropeo de origen prerromano cuyo significado se interpreta como agua o agua corriente. Es difícil concretar cual es la lengua originaria del mismo, ya que se encuentran documentados nombres de ríos y  humedales que incluyen este hidrónimo en los macizos cantábricos, pirenáico, alpino, balcánico, etc. La partícula ib- aparece también de forma manifiesta en el euskera, donde se emplea la palabra ibai (y sus derivaciones) con el significado de río. En cualquier caso es erróneo atribuir el origen de la raíz ib- al protovasco o a la lengua ibera ya que el fenómeno se repite también en otras zonas de la hidrografía europea totalmente ajenas al euskera y a la cultura ibera, como es por ejemplo el caso cabreirés.
En la época romana, las aguas de sus principales afluentes del lado izquierdo eran captadas para hacer llegar agua a las minas de las Médulas.
Si el río discurre por una zona que da a pensar que el hombre tuvo poco influencia, eso no es cierto: la vegetación secundaria indica una fuerte antropización de la zona (deforestaciones) y las canteras de pizarra, ocupando siempre más espacio, amenazan con tapar el río con sus escombros (como en la zona de la ermita de la Virgen del Valle).